# Генрі Оньєкуру
Генрі Оньєкуру (англ. Henry Onyekuru, нар. 5 червня 1997, Оніча) — нігерійський футболіст, нападник клубу «Олімпіакос» та національної збірної Нігерії. На умовах оренди грає за турецький «Адана Демірспор».
Виступав за клуби «Ейпен», «Андерлехт», «Евертон» та «Галатасарай».
Володар Суперкубка Бельгії. Чемпіон Туреччини. Володар Кубка Туреччини.

## Клубна кар'єра
Народився 5 червня 1997 року в місті Оніча. У Нігерії він грав у футбол не в клубі, а лише на вуличному рівні. У тринадцятирічному віці був відібраний до сенегальської філії катарської академії «Еспайр», де підготовкою керували іспанські тренери.
У дорослому футболі дебютував 2015 року виступами за команду клубу «Ейпен», який . У клубі зі сходу Бельгії провів два сезони, взявши участь у 60 матчах чемпіонату. Більшість часу, проведеного у складі «Ейпена», був основним гравцем атакувальної ланки команди. У складі «Ейпена» був одним з головних бомбардирів команди, маючи середню результативність на рівні 0,52 голу за гру першості.
2017 року приєднався до команди клубу «Евертон» і був одразу відданий в оренду до бельгійського «Андерлехту». Відіграв за команду з Андерлехта наступний сезон своєї ігрової кар'єри, де відзначався забитим голом в середньому щонайменше у кожній третій грі чемпіонату.
Наступного року приєднався також на правах оренди до турецького «Галатасарая». За рік провів за стамбульський клуб 44 матчі в усіх змаганнях, забивши 16 голів. З 14 голами в чемпіонаті став шостим найкращим бомбардиром турецької Суперліги.
12 серпня 2019 перейшов до французького «Монако» за 13,5 мільйонів євро. Не входячи до планів тренера Леонарду Жардіма та зігравши лише 160 хвилин у першій половині сезону, 5 січня 2020 перейшов на правах оренди до турецького «Галатасарая», за який він уже грав попереднього сезону.

## Виступи за збірну
2017 року дебютував в офіційних матчах у складі національної збірної Нігерії.
| Дата       | Місто        | Господарі           | Результат | Гості               | Турнір                                   | Голи | Примітки         |
| ---------- | ------------ | ------------------- | --------- | ------------------- | ---------------------------------------- | ---- | ---------------- |
| 1-6-2017   | Кігалі       | Нігерія             | 3 – 0     | Того                | товариський матч                         | -    | 58'              |
| 10-11-2017 | Константіна  | Алжир               | 1 – 1     | Нігерія             | Відбір до ЧС 2018                        | -    | 71'              |
| 8-9-2018   | Вікторія     | Сейшельські Острови | 0 – 3     | Нігерія             | Відбір до Кубка африканських націй 2019  | -    | 85'              |
| 11-9-2018  | Монровія     | Ліберія             | 1 – 2     | Нігерія             | товариський матч                         | 1    | 75'              |
| 13-10-2018 | Кадуна       | Нігерія             | 4 – 0     | Лівія               | Відбір до Кубка африканських націй 2019  | -    | 81'              |
| 16-10-2018 | Сфакс        | Лівія               | 2 – 3     | Нігерія             | Відбір до Кубка африканських націй 2019  | -    | 81'              |
| 17-11-2018 | Йоганнесбург | ПАР                 | 1 – 1     | Нігерія             | Відбір до Кубка африканських націй 2019  | -    | 87'              |
| 20-11-2018 | Асаба        | Нігерія             | 0 – 0     | Уганда              | товариський матч                         | -    | 75'              |
| 23-3-2019  | Асаба        | Нігерія             | 3 – 1     | Сейшельські Острови | Відбір до Кубка африканських націй 2019  | 1    |                  |
| 26-3-2019  | Асаба        | Нігерія             | 1 – 0     | Єгипет              | товариський матч                         | -    |                  |
| 8-6-2019   | Асаба        | Нігерія             | 0 – 0     | Зімбабве            | товариський матч                         | -    | 74'              |
| 16-6-2019  | Ісмаїлія     | Сенегал             | 1 – 0     | Нігерія             | товариський матч                         | -    | Вийшов на заміну |
| 14-7-2019  | Каїр         | Алжир               | 2 – 1     | Нігерія             | Кубок африканських націй 2019 - півфінал | -    | 78'              |
| 27-3-2021  | Порто-Ново   | Бенін               | 0 – 1     | Нігерія             | Відбір до Кубка африканських націй 2021  | -    | 81'              |
| 30-3-2021  | Лагос        | Нігерія             | 3 – 0     | Лесото              | Відбір до Кубка африканських націй 2021  | -    | 76'              |
| 7-9-2021   | Мінделу      | Кабо-Верде          | 1 – 2     | Нігерія             | Відбір до ЧС 2022                        | -    | 73'              |
| 19-1-2022  | Гаруа        | Гвінея-Бісау        | 0 – 2     | Нігерія             | Кубок африканських націй 2021 - 1-й етап | -    | 85'              |
| Усього     |              | Матчів              | 17        |                     | Голів                                    | 2    |                  |

## Титули і досягнення
- Володар Суперкубка Бельгії (1):

«Андерлехт»: 2017
- Володар Кубка Туреччини (1):

«Галатасарай»: 2018–19
- Чемпіон Туреччини (1):

«Галатасарай»: 2018–19
- Чемпіон Греції (1):

«Олімпіакос»: 2021–22
- Бронзовий призер Кубка африканських націй: 2019